# Tulpglas

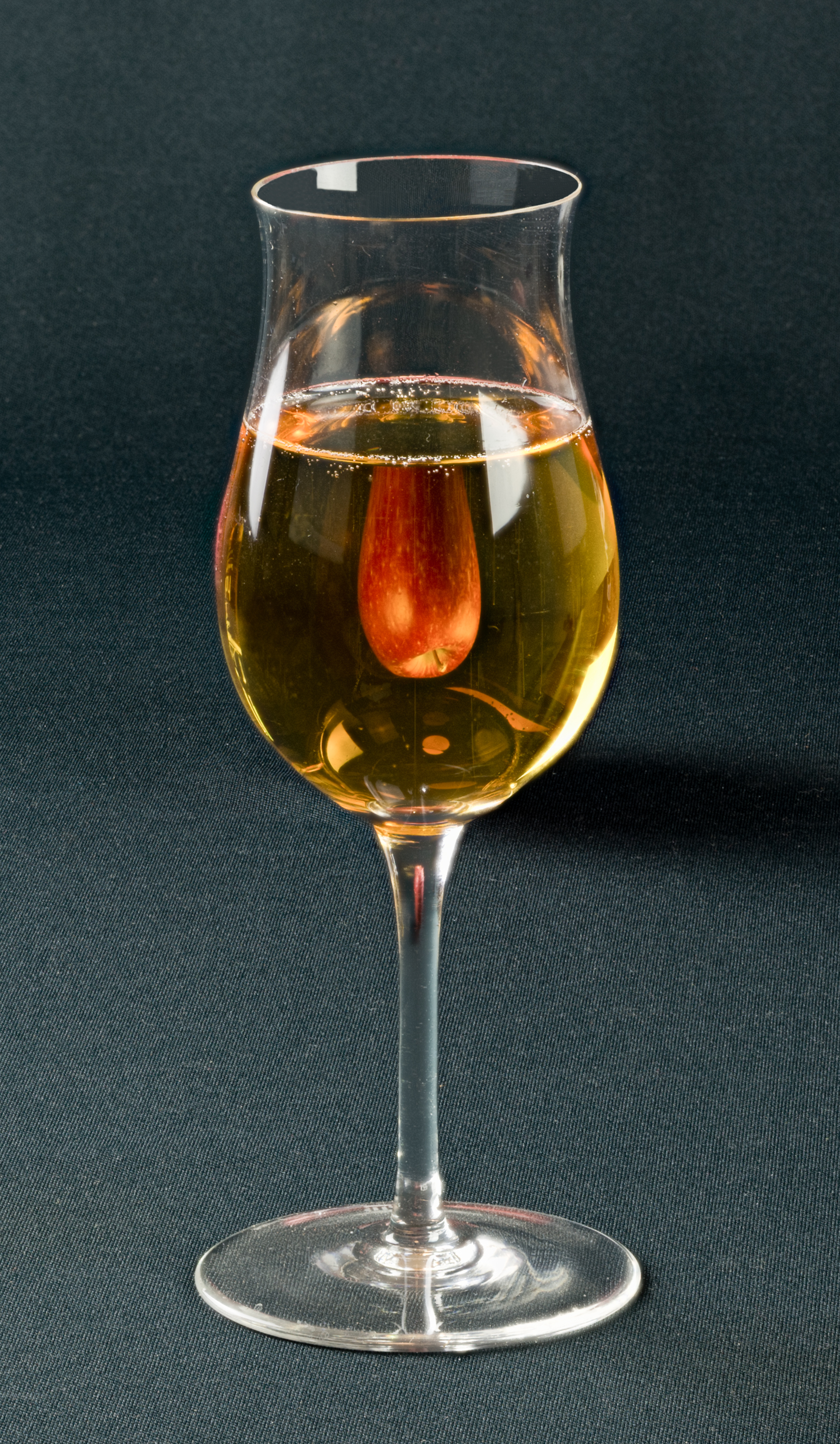
Tulpglas voor cider

Het tulpglas is een veelvoorkomend type drinkglas dat wordt gebruikt bij de consumptie van alcoholische dranken. Enkele dranken die regelmatig uit een tulpglas worden gedronken zijn bier, whisky en jenever.
Ondanks de variaties in tulpglazen heeft elk tulpglas dezelfde basisvorm. Het glas staat op een voetje zodat het gemakkelijke kan worden vastgepakt, een hals die slanker is dan de kelk en vervolgens een uitwaaierende rand. Vaak wordt beweerd dat de vorm het aroma van de drank beter vasthoudt om het vervolgens vrij te geven.